# 크리스 매즈더
크리스토퍼 "크리스" 매즈더(영어: Christopher "Chris" Mazdzer, 1988년 6월 26일~)는 미국의 루지 선수이다. 2010년과 2014년 동계 올림픽에 미국 국가대표로 참가하였으며, 2018년 동계 올림픽 남자 1인승 종목에서 은메달을 획득하였다.